# Miguel Torres (MMA)
Pour les articles homonymes, voir Miguel Torres et Torres.
Miguel Angel Torres, né le 18 janvier 1981 à East Chicago dans l'Indiana, est un combattant de MMA américain. Il est un ancien champion de la défunte organisation du World Extreme Cagefighting et a combattu dans la division poids coqs de l'Ultimate Fighting Championship. Remercié après sa défaite face à Michael McDonald, il fait actuellement partie de la promotion World Series of Fighting.

## Palmarès en MMA
| Date              | Résultat | Fiche | Opposant             | Méthode                       | Gala                              | Round | Temps | Endroit                                   | Notes                                  |
| ----------------- | -------- | ----- | -------------------- | ----------------------------- | --------------------------------- | ----- | ----- | ----------------------------------------- | -------------------------------------- |
| 28 mai 2011       | défaite  | 39-4  | Demetrious Johnson   | Decision (Unanimous)          | UFC 130: Rampage vs. Hamill       | 3     | 5:00  | Las Vegas, Nevada, États-Unis             |                                        |
| 5 février 2011    | victoire | 39-3  | Antonio Banuelos     | Decision (Unanimous)          | UFC 126: Silva vs. Belfort        | 3     | 5:00  | Las Vegas, Nevada, États-Unis             | UFC debut                              |
| 30 septembre 2010 | victoire | 38-3  | Charlie Valencia     | Submission (Rear Naked Choke) | WEC 51: Aldo vs. Gamburyan        | 2     | 2:25  | Broomfield, Colorado, États-Unis          | Submission of the Night                |
| 6 mars 2010       | défaite  | 37-3  | Joseph Benavidez     | Submission (Guillotine Choke) | WEC 42: Bowles vs. Cruz           | 2     | 2:57  | Columbus, Ohio, États-Unis                |                                        |
| 9 août 2009       | défaite  | 37-2  | Brian Bowles         | KO (Punches)                  | WEC 42: Torres vs. Bowles         | 1     | 3:57  | Las Vegas, Nevada, États-Unis             | Lost WEC Bantamweight Championship     |
| 5 avril 2009      | victoire | 37-1  | Takeya Mizugaki      | Decision (Unanimous)          | WEC 40: Torres vs. Mizugaki       | 5     | 5:00  | Chicago (Illinois), États-Unis            | Defended WEC Bantamweight Championship |
| 3 décembre 2008   | victoire | 36-1  | Manny Tapia          | TKO (Punches and Elbows)      | WEC 37: Torres vs. Tapia          | 2     | 3:04  | Las Vegas, États-Unis                     | Defended WEC Bantamweight Championship |
| 6 juin 2008       | victoire | 35-1  | Yoshiro Maeda        | TKO (Doctor Stoppage)         | WEC 34: Faber vs. Pulver          | 3     | 5:00  | Sacramento (Californie), États-Unis       | Defended WEC Bantamweight Championship |
| 13 février 2008   | victoire | 34-1  | Chase Beebe          | Submission (Guillotine Choke) | WEC 32: Condit vs. Prater         | 1     | 3:59  | Albuquerque (Nouveau-Mexique), États-Unis | Won WEC Bantamweight Championship      |
| 5 septembre 2007  | victoire | 33-1  | Jeff Bedard          | Submission (Triangle Choke)   | WEC 30: McCullough vs. Crunkilton | 1     | 2:30  | Las Vegas, États-Unis                     |                                        |
| 21 avril 2007     | victoire | 32-1  | Darius Turcinskas    | Submission (Rear Naked Choke) | IMMAC 2 - Attack                  | 2     | 0:57  | Chicago (Illinois), États-Unis            |                                        |
| 10 février 2007   | victoire | 31-1  | Charles Wilson       | Submission (Triangle Choke)   | Total Fight Challenge 7           | 3     | 1:29  | Hammond (Indiana), États-Unis             |                                        |
| 9 septembre 2006  | victoire | 30-1  | Bobby Gamboa         | Submission (Rear Naked Choke) | AFC 19                            | 1     | 2:32  | Boca Raton (Floride), États-Unis          |                                        |
| 5 mai 2006        | victoire | 29-1  | Derek Collins        | TKO (Punches)                 | Total Fight Challenge 6           | 1     | 2:36  | Hammond (Indiana), États-Unis             |                                        |
| 29 avril 2006     | victoire | 28-1  | Richard Nancoo       | TKO (Referee Stoppage)        | IC 10 - Tempest                   | 2     | n/a   | Hammond (Indiana), États-Unis             |                                        |
| 18 février 2006   | victoire | 27-1  | Joe Pearson          | Submission (Triangle Choke)   | Total Fight Challenge 5           | 1     | 0:28  | Hammond (Indiana), États-Unis             |                                        |
| 19 novembre 2005  | victoire | 26-1  | Ryan Ackerman        | Submission (Armbar)           | IC 9 - Purgatory                  | 1     | 4:45  | Hammond (Indiana), États-Unis             |                                        |
| 20 avril 2005     | victoire | 25-1  | Dan Swift            | Decision (Unanimous)          | Total Fight Challenge 3           | 3     | 5:00  | Hammond (Indiana), États-Unis             |                                        |
| 19 février 2005   | victoire | 24-1  | Jim Bruketta         | Submission (Triangle Choke)   | Total Fight Challenge 2           | 2     | 2:08  | Hammond (Indiana), États-Unis             |                                        |
| 20 novembre 2004  | victoire | 23-1  | Alex Khanbabian      | Submission (Armbar)           | IC 8 - Ethereal                   | 1     | 1:01  | Hammond (Indiana), États-Unis             |                                        |
| 5 juin 2004       | victoire | 22-1  | Mustafa Hussaini     | TKO (Referee Stoppage)        | IC 7 - The Crucible               | 3     | 1:24  | Hammond (Indiana), États-Unis             |                                        |
| 16 janvier 2004   | victoire | 21-1  | Mike French          | Submission (Triangle Choke)   | Superbrawl 40                     | 2     | 2:44  | Hammond (Indiana), États-Unis             |                                        |
| 22 novembre 2003  | Défaite  | 20-1  | Ryan Ackerman        | Decision (Unanimous)          | IC 6 - Inferno                    | 3     | 5:00  | Hammond (Indiana), États-Unis             |                                        |
| 18 mai 2002       | victoire | 20-0  | Lindsey Durlacker    | Decision (Unanimous)          | IC 4 - Ironheart Crown 4          | 3     | 5:00  | Hammond (Indiana), États-Unis             |                                        |
| 13 mars 2002      | victoire | 19-0  | Brian Szohr          | Submission (Triangle Choke)   | TCC - Battle of the Badges        | N/A   | N/A   | Hammond (Indiana), États-Unis             |                                        |
| 12 mars 2002      | victoire | 18-0  | Craig Williamson     | Submission (Triangle Choke)   | TCC - Battle of the Badges        | N/A   | N/A   | Hammond (Indiana), États-Unis             |                                        |
| 10 novembre 2001  | victoire | 17-0  | Steve Reyna          | TKO (Broken Toe)              | IC 3 - Exodus                     | 1     | 5:00  | Hammond (Indiana), États-Unis             |                                        |
| 10 novembre 2001  | victoire | 16-0  | Nick Mitchell        | Decision (Unanimous)          | IC 3 - Exodus                     | 2     | 5:00  | Hammond (Indiana), États-Unis             |                                        |
| 29 septembre 2001 | victoire | 15-0  | Danny Long           | KO                            | TCC - Total Combat Challenge      | 1     | N/A   | Hammond (Indiana), États-Unis             |                                        |
| 30 avril 2001     | victoire | 14-0  | Patrick Rodriguez    | Submission                    | Finke's FCC                       | 2     | 1:41  | Highland, Indiana, États-Unis             |                                        |
| 14 avril 2001     | victoire | 13-0  | Josh Mason           | Submission (Choke)            | Cage Rage 2                       | 2     | N/A   | Kokomo (Indiana), États-Unis              |                                        |
| 26 mars 2001      | victoire | 12-0  | Mark Jaromillo       | Submission                    | Finke's FCC                       | 2     | 2:40  | Highland, Indiana, États-Unis             |                                        |
| 26 février 2001   | victoire | 11-0  | David Odle           | Submission (Strikes)          | Finke's FCC                       | 1     | 2:05  | Highland, Indiana, États-Unis             |                                        |
| 29 janvier 2001   | victoire | 10-0  | Danny Alexander      | Submission                    | Finke's FCC                       | 1     | 0:58  | Highland, Indiana, États-Unis             |                                        |
| 18 novembre 2000  | victoire | 9-0   | Jesse Gudenschwagger | TKO (Doctor Stoppage)         | MMA - Invitational 4              | 2     | 5:00  | Hammond (Indiana), États-Unis             |                                        |
| 30 septembre 2000 | victoire | 8-0   | Chad Bratton         | Decision                      | Extreme Shootfighting             | 1     | 15:00 | Indianapolis (Indiana), États-Unis        |                                        |
| 30 septembre 2000 | victoire | 7-0   | Ricky Olson          | Decision                      | Extreme Shootfighting             | 1     | 15:00 | Indianapolis (Indiana), États-Unis        |                                        |
| 30 septembre 2000 | victoire | 6-0   | Cory Merriman        | Submission                    | Extreme Shootfighting             | 1     | 1:27  | Indianapolis (Indiana), États-Unis        |                                        |
| 28 août 2000      | victoire | 5-0   | Dan Caesar           | Submission (Strikes)          | Finke's FCC                       | 1     | 4:30  | Highland, Indiana, États-Unis             |                                        |
| 28 juillet 2000   | victoire | 4-0   | Kris Kramer          | Submission (Triangle Choke)   | Finke's FCC                       | 1     | 3:00  | Highland, Indiana, États-Unis             |                                        |
| 22 mai 2000       | victoire | 3-0   | Michael Reyna        | N/A                           | Finke's FCC                       | 1     | 1:22  | Highland (Indiana), États-Unis            |                                        |
| 24 avril 2000     | victoire | 2-0   | Dan Caesar           | Submission (Guillotine Choke) | Finke's FCC                       | 1     | 4:09  | Highland, Indiana, États-Unis             |                                        |
| 27 mars 2000      | victoire | 1-0   | Larry Pulliam        | TKO                           | Finke's FCC                       | 1     | 0:10  | Highland, Indiana, États-Unis             |                                        |